# Łeba (stacja kolejowa)
Łeba – stacja kolejowa w Łebie w województwie pomorskim . Według klasyfikacji PKP ma kategorię dworca turystycznego.
Stacja Łeba jest stacją końcową dla linii kolejowej 229. Obsługują ją przewoźnicy Polregio oraz PKP Intercity.

## Ruch pasażerski
| Rok  | Wymiana pasażerska na dobę |
| ---- | -------------------------- |
| 2017 | 200-299                    |
| 2022 | 300-499                    |

Posiada ona tylko 2 tory główne – jeden przy peronie, zaś drugi służący do zmiany czoła pociągu. Stacja nie posiada obsady dyżurnego ruchu ani sygnalizacji – rozjazdy przestawia tutaj drużyna manewrowa. Obecnie kursują tutaj tylko pociągi pasażerskie, sporadycznie towarowe. Tuż za stacją istnieje jeszcze bocznica wczasów wagonowych. Pociągi spotkać tutaj można tylko podczas sezonu letniego – w pozostałej części roku ich kursowanie jest zawieszone.

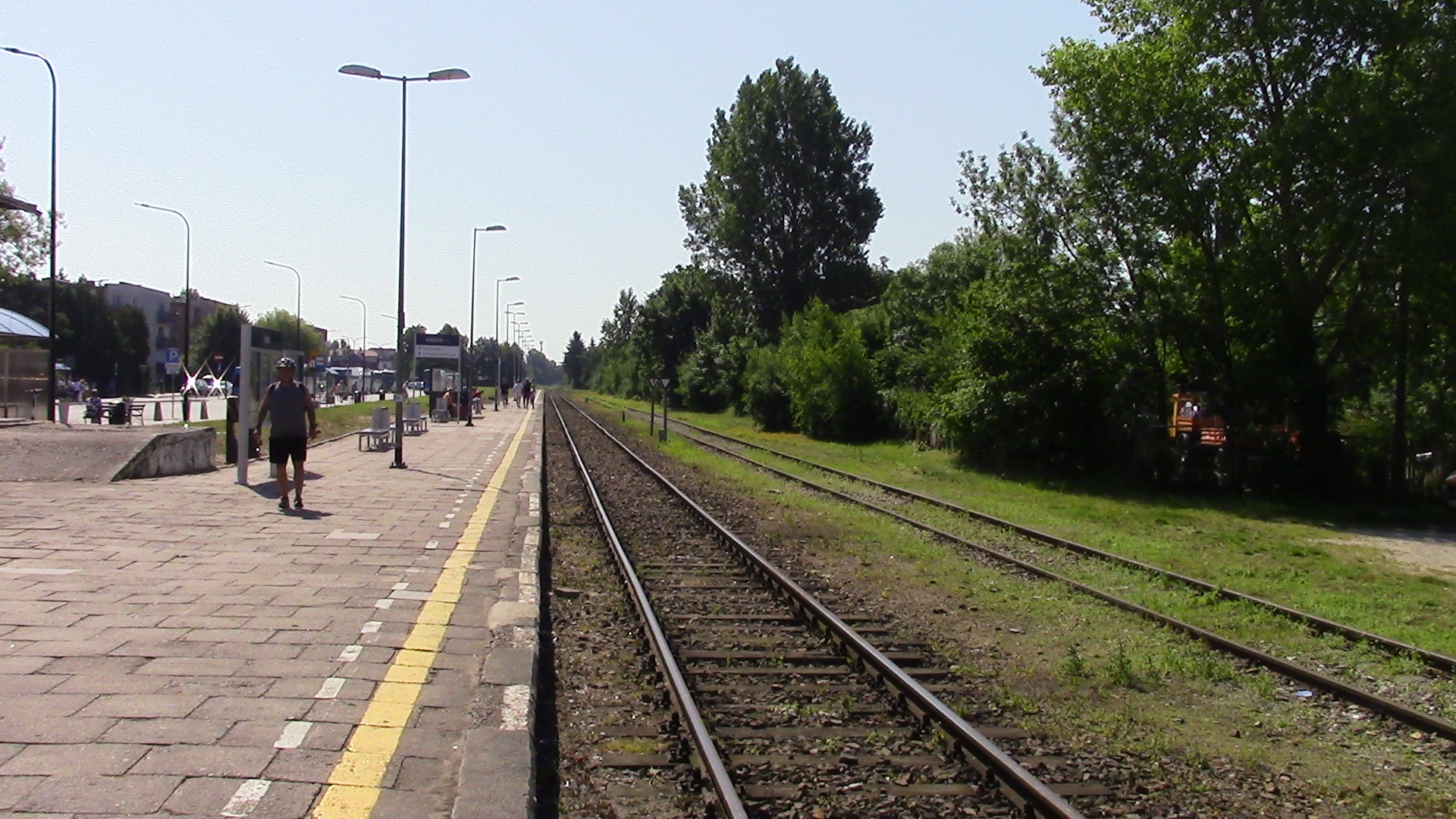
Łeba (stacja kolejowa) - peron 2025r

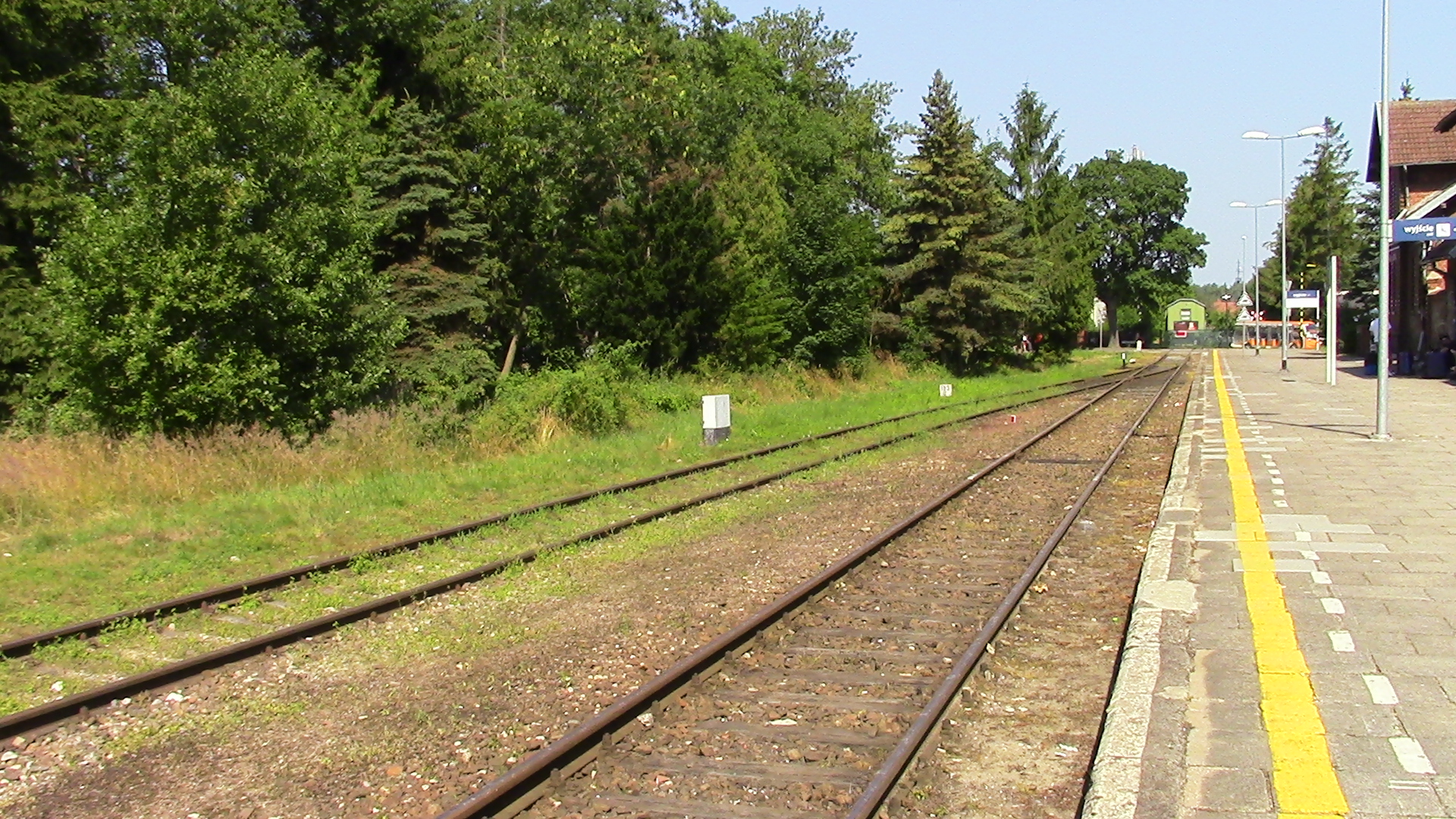
Łeba (stacja kolejowa) - peron 2025r